# 바샤르 레산
바샤르 레산 보니안(아랍어: بشار رسن بنيان, 1996년 12월 22일 ~ )는 이라크의 축구 선수로 현재 카타르 스타스 리그의 카타르 SC에서 미드필더로 활동 중이며 2014년 아시안 게임 동메달리스트이다.

## 수상 내역

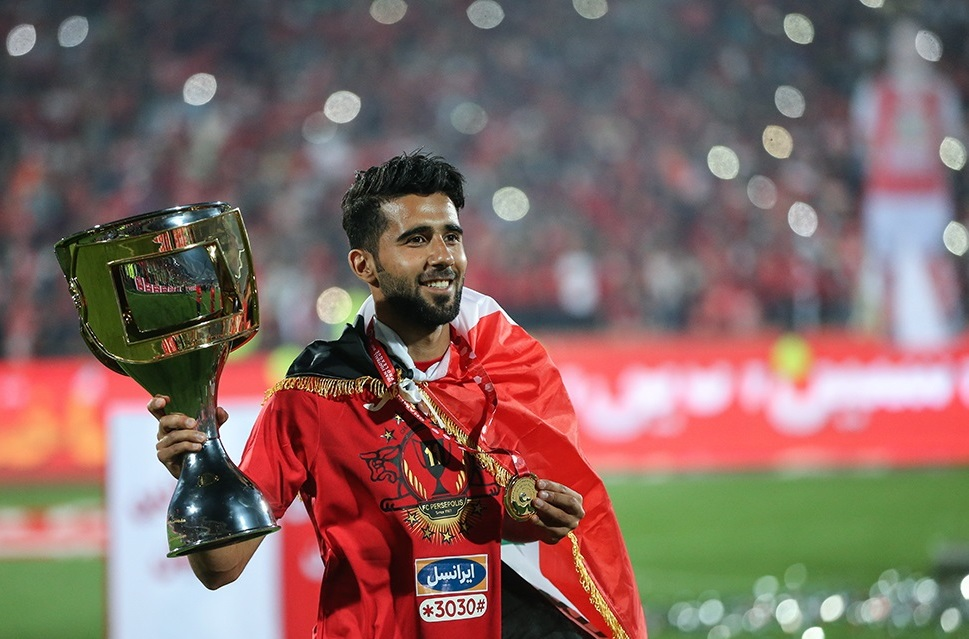
페르세폴리스 우승 축하에서 Bashar Resan (2017-18 페르시아 걸프 프로 리그)

### 클럽
알쿠와 알자위야
- 이라크 프리미어리그 : 우승 (2016-17), 준우승 (2014-15),  3위(2011-12, 2012-13), 4위 (2010-11, 2013-14)
- 이라크 FA컵 : 우승 (2015-16)
- AFC컵 : 우승 (2016)

 페르세폴리스 FC
- 페르시안 걸프 프로리그 : 우승 (2017-18, 2018-19, 2019-20)
- 하즈피 컵 : 우승 (2018-19)
- 이란 슈퍼컵 : 우승 (2017, 2018, 2019)
- AFC 챔피언스리그 : 준우승 (2018, 2020)

### 국가대표팀
이라크 U-23
- AFC U-23 아시안컵 : 우승 (2013)
- 아시안 게임 : 동메달 (2014)